# Sardinella aurita
L'alaccia (Sardinella aurita) è un pesce di mare appartenente alla   famiglia Clupeidae.

## Distribuzione e habitat
Questa specie si incontra nel mar Mediterraneo, nella parte sud del mar Nero e nell'Oceano Atlantico orientale tra il Portogallo ed il Sudafrica. È presente anche sul lato americano dell'Atlantico, tra Capo Cod e l'Argentina comprendendo tutto il mar dei Caraibi e le Antille. Si tratta di un pesce termofilo, comune nel Mediterraneo meridionale e, fino qualche anno fa, raro nel mar Ligure e nell'Adriatico. Oggi è comune anche nei bacini più settentrionali, indubbiamente in seguito alla meridionalizzazione del Mediterraneo.
Si tratta di una specie pelagica, rara sottocosta e comune al largo che si può incontrare sia in superficie che a centinaia di metri di profondità.

## Descrizione
Assomiglia molto alla comune sardina ma si può riconoscere per diversi caratteri:
- è presente una vistosa linea dorata sui fianchi
- la sagoma è più tozza
- è presente una carena di scaglie rigide che percorre tutto il ventre
- è mediamente più grande e può raggiungere i 30 cm di lunghezza.

## Alimentazione
Si ciba di organismi planctonici, è molto vorace ed attacca qualunque cosa si muova nel suo raggio di azione.

## Predatori
È parte importante della catena alimentare mediterranea ed è preda di moltissimi pesci più grandi come tonni, pesci spada e aguglie imperiali.

## Pesca
Viene catturata con gli stessi attrezzi utilizzati per sardine ed acciughe ma, al contrario di queste due specie, abbocca alle esche sia naturali che artificiali, soprattutto a quelle impiegate per pescare sgombri e sugarelli. Si pesca anche a traina. Viene spesso impiegata come esca poiché le sue carni, ricche di olio, sono molto meno buone di quelle della sardina.